# Ovale BA

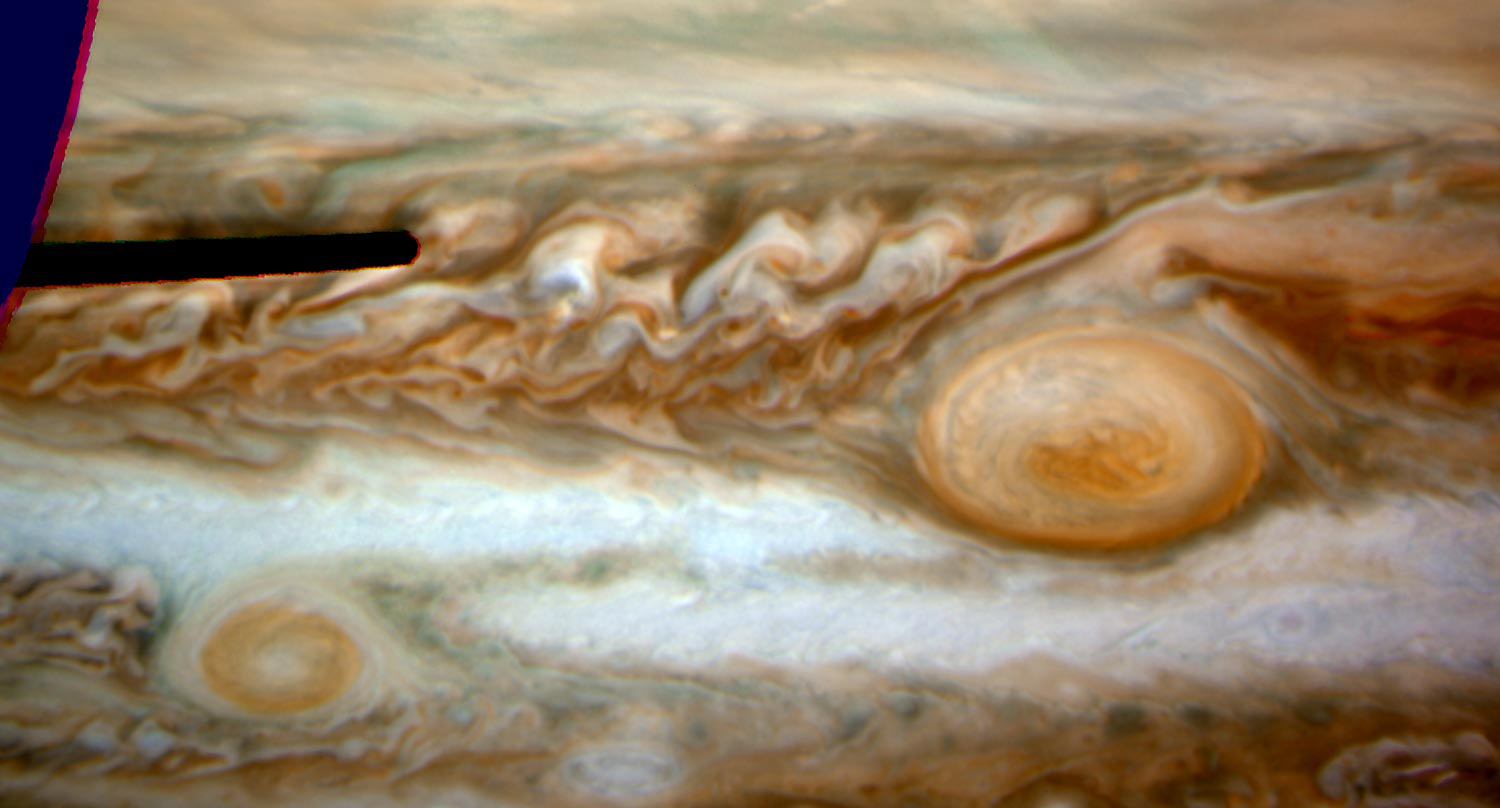
Photographie de 2006 d'une partie de la zone située au sud de l'équateur de Jupiter. l'ovale BA est visible en bas à gauche de l'image ; la grande tache rouge est située à vers le centre, à droite.

L'ovale BA est le deuxième plus grand vortex anticyclonique de Jupiter, après la Grande tache rouge, dont il est l'équivalent pour les latitudes tempérées sud de la planète. Il partage en effet la totalité des caractéristiques physiques de cette dernière : en rotation anti-horaire (et donc anticyclonique, car dans un hémisphère austral), brillant dans la bande d'absorption du méthane à 890 nm (ce qui signifie que ses nuages sont d'altitude élevée), et de teinte orangée.
Il est situé dans la zone tempérée sud de Jupiter (STZ, South temperate zone), bien que circulant aux latitudes correspondant à la Bande tempérée sud (STB, South temperate belt). Du fait de sa ressemblance avec la Grande tache rouge, il est également surnommé petite tache rouge, Red Spot Jr. ou Red Jr.

## Origine

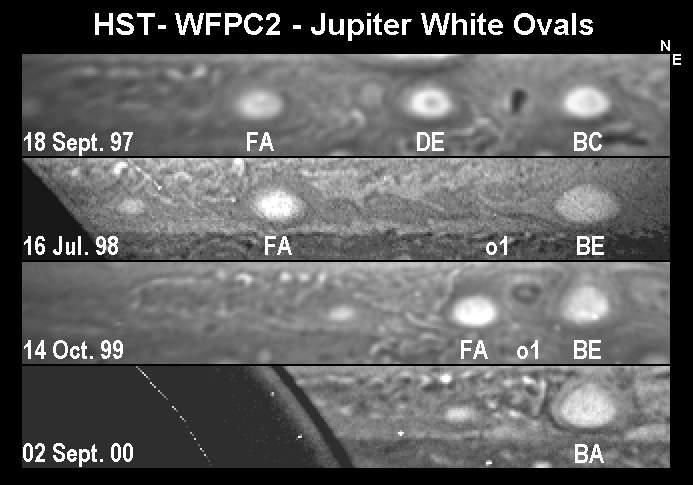
Formation de l'ovale BA de 1997 à 2000.

L'ovale BA est la résultante de la fusion de trois taches blanches plus petites, les ovales FA, BC et DE. La formation de ces trois taches remonte à 1939, lorsque la zone tempérée sud fut divisée en trois longues sections par des zones sombres. L'astronome Elmer J. Reese intitula les sections sombres AB, CD et EF. Les divisions s'élargirent et réduisirent les segments restants de la zone tempérée sud à trois ovales, FA, BC et DE.
Peu après leur formation, les trois ovales couvraient environ 90° de longitude mais se rapprochèrent rapidement pendant la première décennie ; leur étendue se stabilisa à environ 10° de longitude après 1965. Bien que provenant de segments de la zone tempérée sud, ils remontèrent vers le nord et s'intégrèrent à la ceinture tempérée sud. De façon analogue à la grande tache rouge, leur circulation fut confinée par deux courant-jets (Jet stream en anglais) de sens opposés au nord et au sud, avec l'un se dirigeant vers l'est au nord et l'autre rétrograde vers l'ouest au sud.
Le mouvement longitudinal des ovales semblait être influencé par la position de Jupiter sur son orbite (plus rapide à l'aphélie) et par la proximité de la grande tache rouge (accélérant lorsqu'ils étaient situés vers 50° de la tache). Globalement, l'évolution de la position des ovales tendait à la décélération, avec une diminution de moitié entre 1940 et 1990.
Pendant les survols des sondes Voyager, les ovales s'étendaient sur 9 000 km d'est en ouest et 5 000 km du nord au sud, et tournaient sur eux-mêmes en cinq jours (contre six pour la grande tache rouge à cette époque).

## Formation et découverte
Les ovales BC et DE fusionnèrent en 1998, formant l'ovale BE. Puis, en mars 2000, les ovales BE et FA fusionnèrent également, produisant l'ovale BA.
En août 2005, BA commença à devenir rouge sur les images d'astronomes amateurs. Ce changement ne fut pas remarqué sur le moment car il était peu visible et que Jupiter était proche de la conjonction. Il devint frappant en décembre 2005 après la conjonction. Le 24 février 2006, l'astronome amateur Christopher Go prit conscience de la modification de couleur et alerta la section jovienne de l'association des observateurs lunaires et planétaires. Richard Schmude Jr., son coordinateur, confirma le changement en parcourant les archives de l'association. La couleur s'intensifia pendant cette période. En mars 2006, l'ovale BA avait la même couleur que la Grande Tache rouge.

## Observations récentes
En avril 2006, une équipe professionnelle d'astronomes, conduite par Amy Simon-Miller, Imke de Pater et Phil Marcus, utilisa le télescope spatial Hubble pour imager la grande tache rouge et l'ovale BA.
Circulant dans une région à la dérive plus rapide, l'ovale BA passe au sud de la Grande tache rouge tous les deux ans environ, comme en 2002, 2004 et 2006. Il ne peut y avoir de fusion entre ces deux formations qui évoluent dans des domaines bien séparés (respectivement le courant tempéré sud pour BA (qui comprend la STZ et la STB), et le courant tropical/équatorial sud pour la Grande tache rouge (STrZ+SEB).
En février 2007, la sonde New Horizons survola Jupiter et obtint la vue la plus proche d'Oval BA en tant que tache rouge.
Selon des études récentes menées à l'aide de Hubble, l'ovale BA s'intensifie. La vitesse des vents a atteint 650 km/h, soit la même que ceux de la grande tache rouge. Il mesure actuellement la taille de la Terre.
Lors des dernières apparitions de Jupiter (2007, 2008, 2009), la teinte rougeâtre de BA s'est largement estompée.

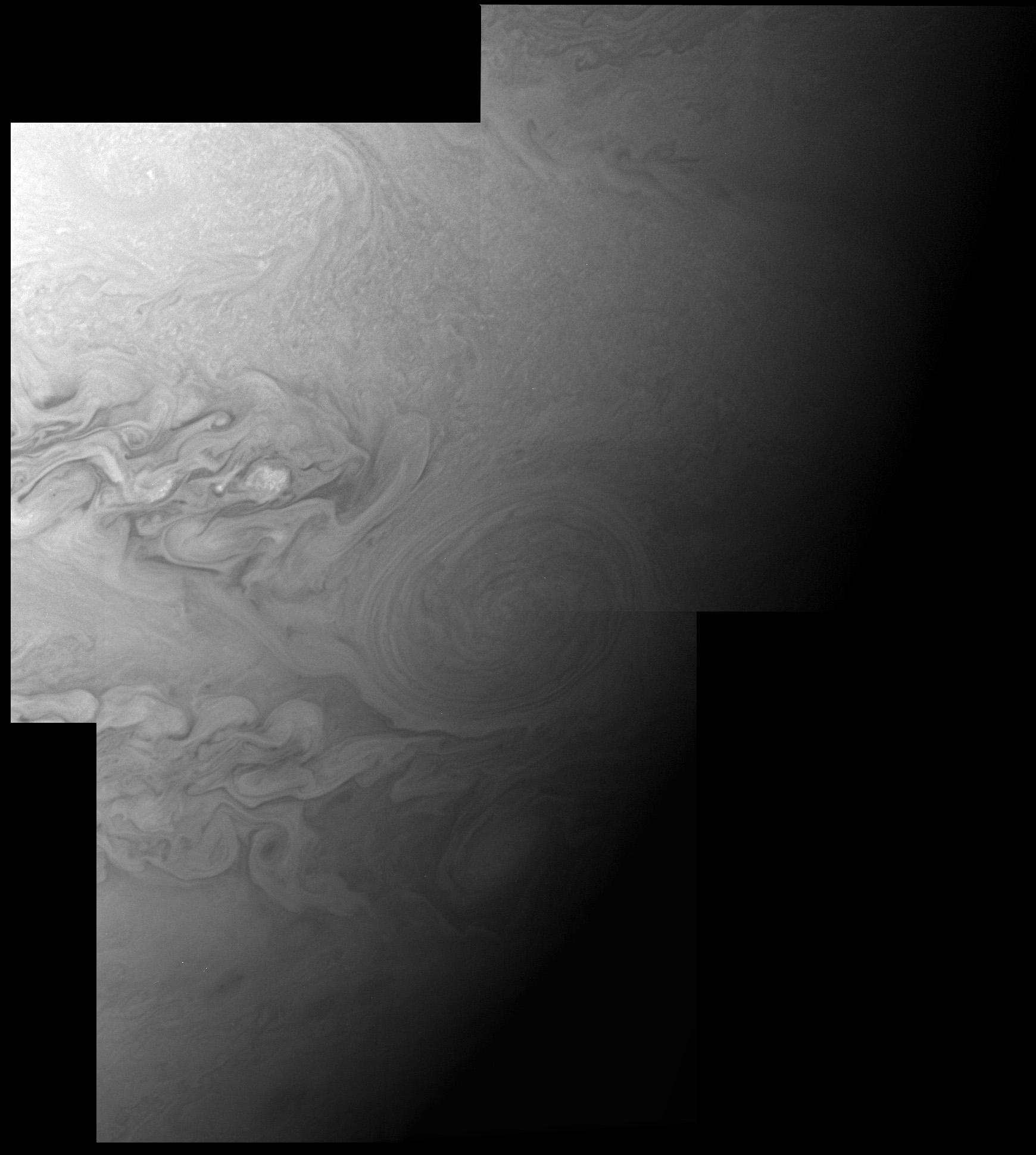
Ovale BA en février 2007, par New Horizons.
Ovale BA (à droite de la Grande tache rouge) en décembre 2018 par Juno.